# Сазонов, Руслан Александрович
Руслан Александрович Сазонов (род. 6 июля 1974) — российский самбист и дзюдоист, чемпион России, Европы и мира по самбо, обладатель Кубка мира по самбо, призёр чемпионатов России по дзюдо, Заслуженный мастер спорта России по самбо, мастер спорта России по дзюдо. Тренер. Окончил Российскую государственную академию Физической культуры и Высшую школу тренеров.

## Спортивные результаты
- Чемпионат России по самбо 1998 года — ;
- Чемпионат России по самбо 1999 года — ;
- Чемпионат России по дзюдо 2000 года — ;
- Чемпионат России по дзюдо 2001 года — ;
- Чемпионат России по самбо 2004 года — ;
- Чемпионат России по самбо 2006 года — ;